# Hernán Rivero
Daniel Hernán Rivero (Santa Fe, 12 settembre 1992) è un calciatore argentino, attaccante del Chacarita Juniors.

## Statistiche

### Presenze e reti nei club
Statistiche aggiornate al 31 dicembre 2024.
| Stagione        | Squadra           | Campionato      | Campionato | Campionato | Coppe nazionali | Coppe nazionali | Coppe nazionali | Coppe continentali | Coppe continentali | Coppe continentali | Altre coppe | Altre coppe | Altre coppe | Totale | Totale |
| Stagione        | Squadra           | Comp            | Pres       | Reti       | Comp            | Pres            | Reti            | Comp               | Pres               | Reti               | Comp        | Pres        | Reti        | Pres   | Reti   |
| --------------- | ----------------- | --------------- | ---------- | ---------- | --------------- | --------------- | --------------- | ------------------ | ------------------ | ------------------ | ----------- | ----------- | ----------- | ------ | ------ |
| 2024            | Chacarita Juniors | PBN             | 15         | 5          |                 | -               | -               |                    | -                  | -                  |             | -           | -           | 15     | 5      |
| Totale carriera | Totale carriera   | Totale carriera | 15         | 5          |                 | -               | -               |                    | -                  | -                  |             | -           | -           | 15     | 5      |